# No Straight Angles
No Straight Angles дебютний альбом шведського панк-рок-гурту No Fun at All, вийшов 1 червня 1994.
У Швеції та інших європейських країнах випускався на компакт-дисках Burning Heart Records. У наступному році вийшов альбом на компакт-дисках та на вінілі американського Theologian Records, з двома бонус-треками: «Alcohol» та «Don't Be a Pansy». Трек «Alcohol» — це кавер-версія групи Gang Green, пізніше також включена до збірки Cheap Shots Vol. 1 (1995). «Don't Be a Pansy» раніше вийшов раніше в збірці Rock Around the Clock (1994).
Альбом став першим без колишнього вокаліста і барабанщика Джиммі Олссона, поки записували диск Олссон вирішив продовжити кар'єру в іншій групі Sober. На його місце запросили Інгмара Янссона (вокал) та К'єлля Рамстедта (ударні). Також до групи приєднався ще один гітарист, Крістер Йоханссон.
Також вийшов промо-диск без назви. Диск включав 4 пісні з No Straight Angles та «Don't Be a Pansy».
Диск також містить прихований трек «What You Say» нової записаної версії, яка включена на дебютний міні-альбом Vision. Пісня включена в трек «Happy for the First Time» і починається після кількох хвилин тишини.

## Список пісень

### Версія Burning Heart Records
1. «Believers» — 2:15
2. «Wow and I Say Wow» — 2:43
3. «Strong and Smart» — 2:43
4. «Growing Old, Growing Cold» — 1:55
5. «I Can't Believe It's True» — 2:04
6. «It Won't Be Long» — 2:13
7. «I Am Wrong and I Am Right» — 2:22
8. «Wisdom?» — 2:26
9. «So It Sadly Goes» — 2:16
10. «Beachparty» — 2:14
11. «Evil Worms» — 2:37
12. «Days in the Sun» — 1:23
13. «So Many Times» — 2:08
14. «Nothing I Wouldn't Do» — 1:49
15. «Happy for the First Time» — 2:06

### Версія Theologian Records
1. «Believers» — 2:15
2. «Wow and I Say Wow» — 2:43
3. «Strong and Smart» — 2:43
4. «Growing Old, Growing Cold» — 1:55
5. «I Can't Believe It's True» — 2:04
6. «It Won't Be Long» — 2:13
7. «I Am Wrong and I Am Right» — 2:22
8. «Wisdom?» — 2:26
9. «So It Sadly Goes» — 2:16
10. «Beachparty» — 2:14
11. «Evil Worms» — 2:37
12. «Days in the Sun» — 1:23
13. «So Many Times» — 2:08
14. «Nothing I Wouldn't Do» — 1:49
15. «Happy for the First Time» — 2:06
16. «Alcohol» — 2:01
17. «Don't Be a Pansy» — 5:45

### Промо-диск
1. «Wow and I Say Wow» — 2:39
2. «Evil Worms» — 2:36
3. «Beach Party» — 2:12
4. «It Won't Be Long» — 2:12
5. «Don't Be a Pansy» — 1:47

## Персонал
- Пітер Герке — фото
- Інгемар Янссон — вокал, фото («Ballogmannen»)
- Крістер Йоханссон — гітара (a.k.a. «Kricke»)
- Марія Люнг — дизайн
- No Fun at All — аранжування, продюсер
- Джиммі Олсен — бек-вокал
- К'єлл Рамстедт — ударні (a.k.a. «Kjelle»)
- Пітер Сетлер — продюсер
- Генрік Санвіссон — бас-гітара, бек-вокал (a.k.a. «Henka»)